# Prefecto del Cuzco
El cargo de prefecto del departamento de Cuzco fue un antiguo cargo de gobierno político que existió desde la independencia del Perú. El prefecto tenía jurisdicción sobre todo el territorio del departamento y representaba al Poder Ejecutivo del Perú. Era nombrado directamente por el presidente de la República. La duración estimada del prefecto era entre 1 o 4 años. El cargo fue creado cuando la intendencia del Cuzco fue extinguida. 

## Lista de Prefectos del departamento de Cuzco (1825-2003)
| Nombre                                      | Inicio | Término |  |
| ------------------------------------------- | ------ | ------- |  |
| Agustín Gamarra                             | 1825   | 1827    |  |
| Juan Ángel Bujanda                          | 1828   | 1830    |  |
| Blas Cerdeña                                | 1830   | 1831    |  |
| Juan Ángel Bujanda                          | 1831   | 1834    |  |
| José María Tejada                           | 1834   | 1834    |  |
| Juan Bautista Eléspuru                      | 1835   | 1836    |  |
| Anselmo Centeno                             | 1836   | 1839    |  |
| ???                                         | 1839   | 1841    |  |
| Juan Francisco de Vidal La Hoz              | 1841   | 1841    |  |
| ???                                         | 1841   | 1844    |  |
| Juan Francisco de Vidal La Hoz              | 1844   | 1844    |  |
| ???                                         | 1844   | 1846    |  |
| Isidro Frisancho                            | 1846   | 1846    |  |
| José Miguel Medina                          | 1847   | 1849    |  |
| Luis La Puerta                              | 1849   | 1849    |  |
| José Miguel Medina                          | 1849   | 1850    |  |
| Francisco Garmendia Puértolas               | 1851   | 1852    |  |
| Manuel de la Guarda                         | 1852   | 1852    |  |
| Dionisio Mendoza                            | 1856   | 1857    |  |
| Manuel Francisco Claudio Benavides Canduela | 1857   | 1858    |  |
| ???                                         | 1858   | 1864    |  |
| Juan Bustamante Dueñas                      | 1864   | 1864    |  |
| ???                                         | 1865   | 1866    |  |
| Manuel Celestino Torres                     | 1866   | 1866    |  |
| Gral. Ramón Vargas Machuca                  | 1866   | 1866    |  |
| Narciso Aréstegui Zuzunaga                  | 1867   | 1867    |  |
| Jose Gervasio Mercado                       | 1867   | 1868    |  |
| Antonio Zárate                              | 1869   | 1869    |  |
| ???                                         | 1869   | 1873    |  |
| Baltazar Latorre                            | 1873   | 1873    |  |
| ???                                         | 1873   | 1874    |  |
| Andrés Avelino Cáceres                      | 1875   | 1875    |  |
| Juan Ibarra                                 | 1876   | 1876    |  |
| Andrés Avelino Cáceres                      | 1877   | 1879    |  |
| Francisco Luna                              | 1880   | 1880    |  |
| Francisco Antayo                            | 1881   | 1881    |  |
| Manuel Villavicencio Freyre                 | 1882   | 1882    |  |
| ???                                         | 1882   | 188?    |  |
| Juan Julio del Castillo                     | 188?   | 1886    |  |
| Hildebrando Fuentes                         | 1886   | 1886    |  |
|                                             | 1887   | 1887    |  |
| Nicanor Ruiz de Somocurcio Villegas         | 1888   | 1888    |  |
| José M. Rodríguez                           | 1889   | 1889    |  |
| Serapio Calderón                            | 1890   | 1890    |  |
| ???                                         | 1890   | 189?    |  |
| Ramón Valle Riestra                         | 189?   | 189?    |  |
| ???                                         | 189?   | 1895    |  |
| Pedro Mas                                   | 1895   | 1895    |  |
| Lucio Samuel Chaparro                       | 1895   | 1897    |  |
| Pedro José Carrión                          | 1897   | 1897    |  |
| ???                                         | 1897   | 1902    |  |
| Toribio Raygada                             | 1902   | 1902    |  |
| ???                                         | 1902   | 1905    |  |
| Domingo J. Parra                            | 1905   | 1905    |  |
| ???                                         | 1905   | 1908    |  |
| Coronel Domingo J. Parra                    | 1908   | 1908    |  |
| Pedro T. Salmón                             | 1909   | 1909    |  |
| Juan José Núñez                             | 1910   | 1912    |  |
| ???                                         | 1912   | 1915    |  |
| Felix Costa Laurent                         | 1915   | 19??    |  |
| Julio Chávez Cabello                        | 1917   | 1917    |  |
| Cesar Gonzalez Navarrete                    | 1917   | 1917    |  |
| ???                                         | 1917   | 1920    |  |
| Francisco Sivirichi                         | 1920   | 1920    |  |
| ???                                         | 1920   | 1922    |  |
| José Albino Ruiz                            | 1922   | 1922    |  |
| Cesar Gonzalez Navarrete                    | 1923   | 1923    |  |
| ???                                         | 1924   | 1925    |  |
| José María Olivera                          | 1925   | 1925    |  |
| ???                                         | 1926   | 1928    |  |
| Victor M. Velez                             | 1928   | 1928    |  |
| Julio Gadea Velez                           | 1929   | 1930    |  |
| ???                                         | 1930   | 1932    |  |
| Antonio de la Torre del Mar Márquez         | 1932   | 1932    |  |
| ???                                         | 1932   | 1934    |  |
| Jorge Vargas                                | 1934   | 1934    |  |
| ???                                         | 1934   | 19??    |  |
| Abelardo Lanfranco Bermeo                   | 19??   | 19??    |  |
| ???                                         | 19??   | 1944    |  |
| Ernesto Barreta Gutiérrez                   | 1944   | 1944    |  |
| ???                                         | 1944   | 1950    |  |
| José Torre Tagle                            | 1950   | 1950    |  |
| Andrés Lindow García                        | 1950   | 1955    |  |
| Alberto Manini Girón                        | 1955   | 1955    |  |
| Carlos Herrera Lynch                        | 1956   | 1956    |  |
| ???                                         | 1956   | 1963    |  |
| Dagoberto Láinez                            | 1963   | 1968    |  |
| ???                                         | 1968   | 2003    |  |
| Edwin Espinoza                              | 2016   | 2018    |  |
| María del Carmen Velásquez Zegarra          | 2018   | 2019    |  |
| Julio Hancco Palomino                       | 2019   |         |  |